# Osterberg (Bogen)
Osterberg ist eine Einöde und ein Gemeindeteil der Stadt Bogen im niederbayerischen Landkreis Straubing-Bogen.
Sie liegt am nördlichen Rand des Gebietes der Stadt Bogen in der Gemarkung Degernbach und knapp zwei Kilometer nordwestlich von Degernbach zwischen Gottesberg und Hohenthan. Die am Waldrand östlich des Hofes gelegene Hofkapelle wurde Ende des 19. Jahrhunderts erbaut und ist ein gelistetes Baudenkmal.
Bei der Volkszählung von 1861 war Osterberg ein Ortsteil von Degernbach, hatte acht Einwohner und gehörte zum Sprengel der katholischen Pfarrei Degernbach. Spätestens zehn Jahre danach kam der Ort es zur Gemeinde Windberg und gehörte zur Pfarrei und Schule in Windberg. 1978 wurde Osterberg zusammen mit Gottesberg und Mitterbühl von Windberg zur Stadt Bogen umgegliedert.